# Beilschmiedia macrophylla
Beilschmiedia macrophylla är en lagerväxtart som beskrevs av Carl Daniel Friedrich Meisner. Beilschmiedia macrophylla ingår i släktet Beilschmiedia och familjen lagerväxter. Inga underarter finns listade i Catalogue of Life.